# Högre lärarinneseminariet

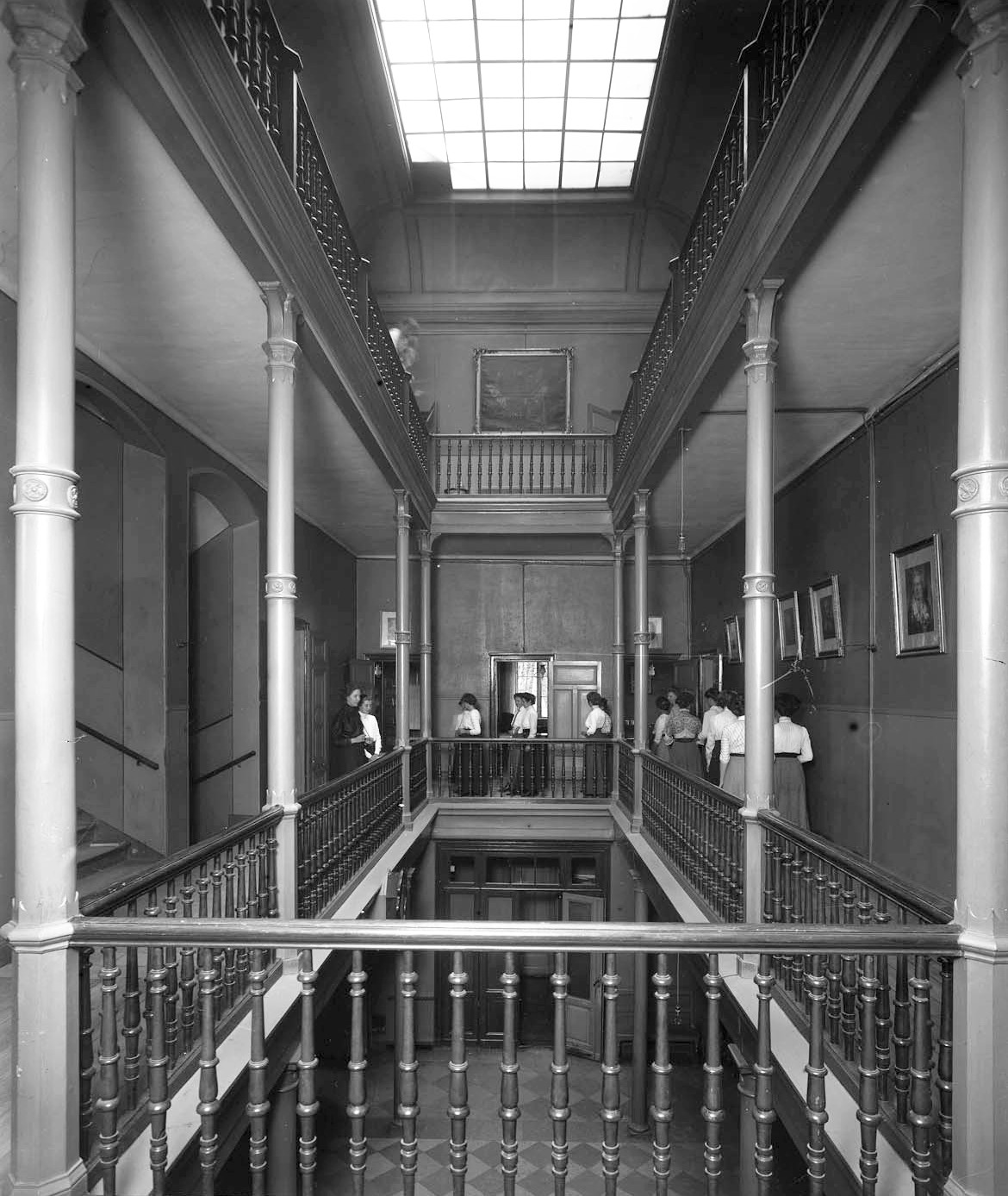
Den öppna hallen för dåvarande lärarinneseminariet, Riddargatan 5.

Högre lärarinneseminariet i Stockholm – förkortningen HLS infördes 1878 – hade till ändamål att bedriva lärarinneutbildning främst för de högre flickskolornas och samskolornas räkning. Det var verksamt från 1861 till 1943, och var den första högre statliga akademiska läroanstalten öppen för kvinnor i Sverige. Verksamheten bedrevs först i lokaler vid Sergelgatan 1 (tidigare Östra Beridarebangatan) och från 1871 vid Riddargatan 5 (tidigare 32). Det hette Seminariet för bildande af lärarinnor fram till 1878.

## Historia

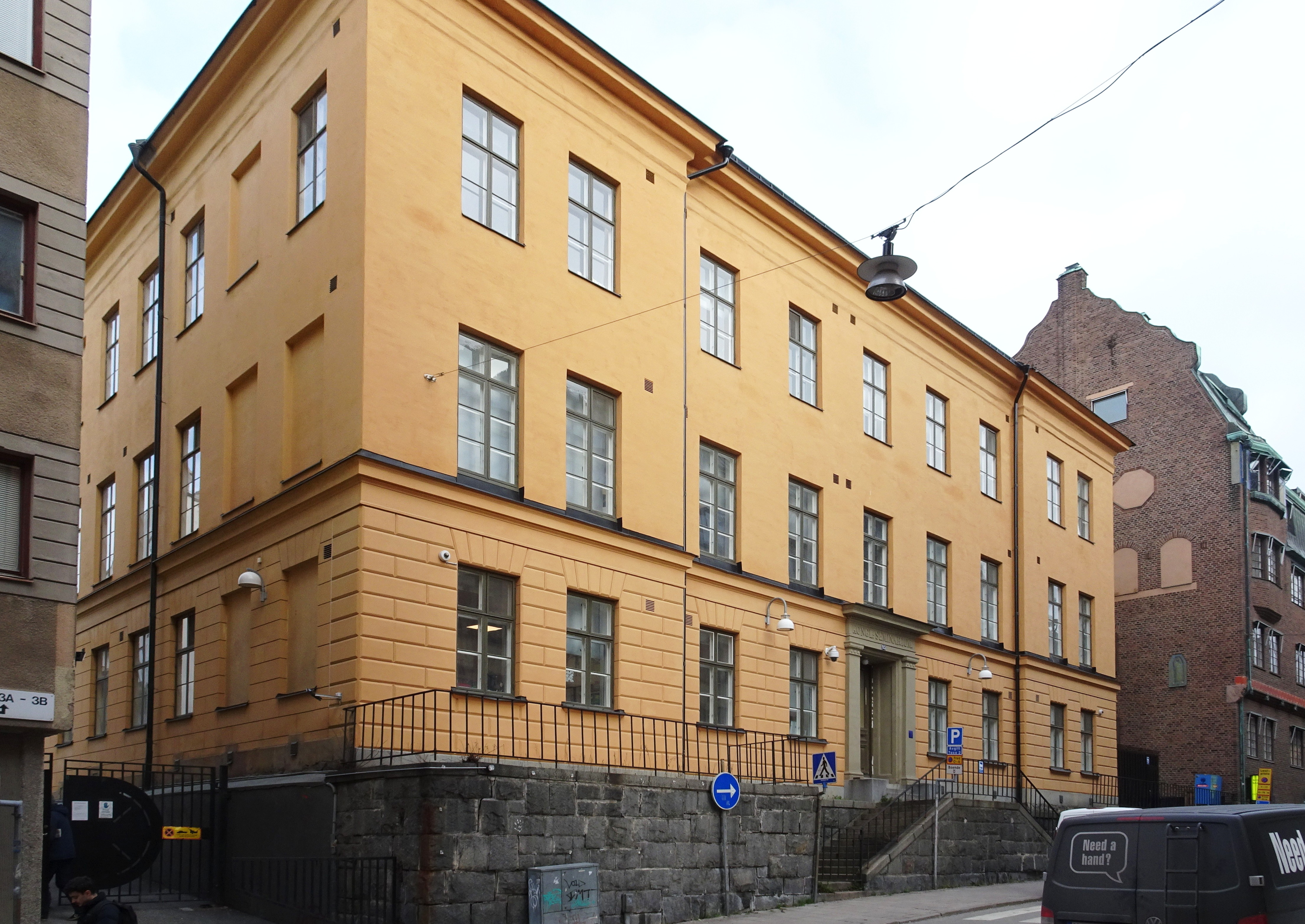
Fasad mot Riddargatan, 2020.

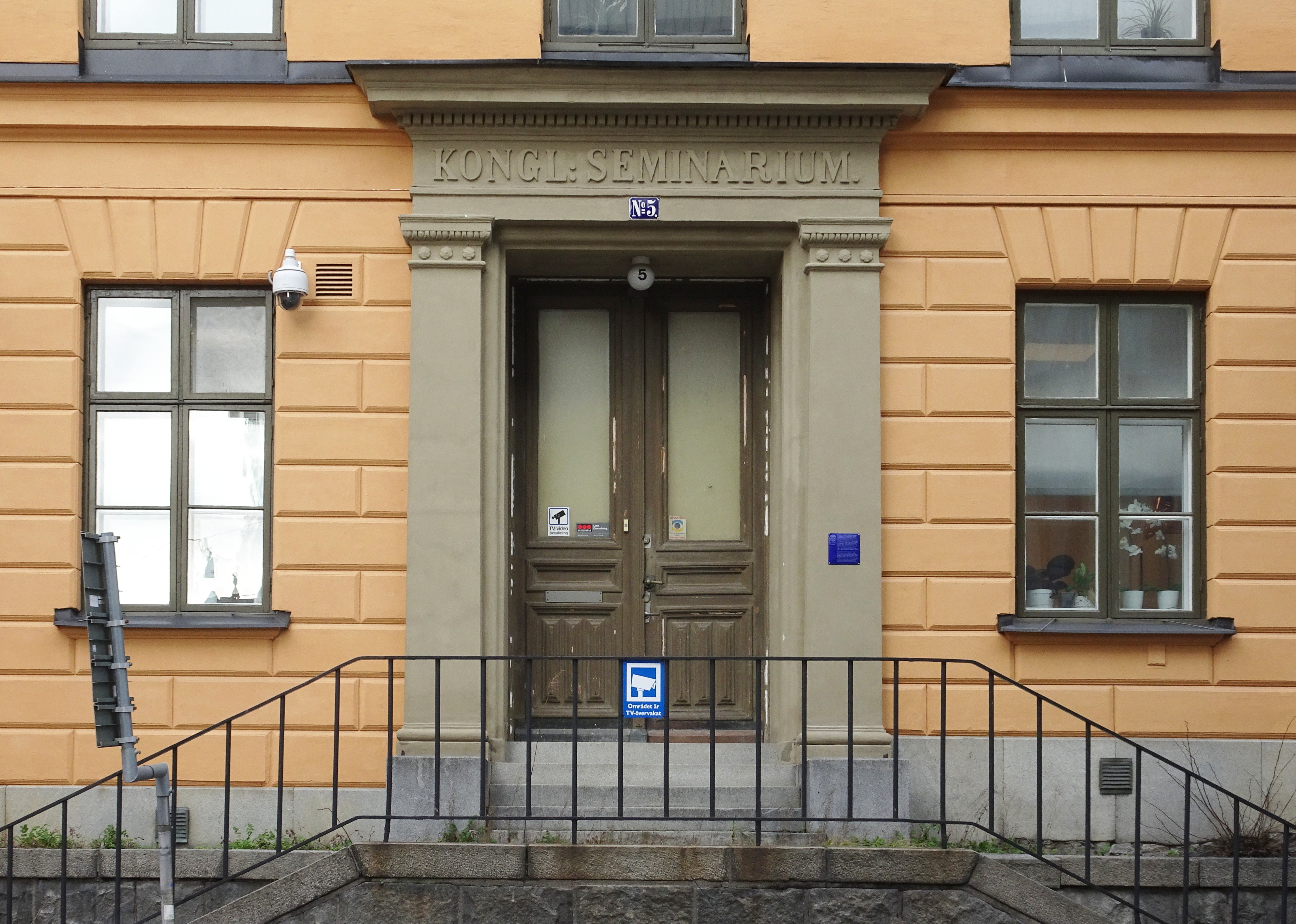
Entréport från Riddargatan.

Uppslaget till inrättandet av denna läroanstalt kom från rikets ständer, som – med anslutning till en av Fredrik August Cederschjöld väckt motion – i skrivelse av den 25 februari 1858 anhöll, att
"Kungl. Maj:t täcktes låta uppgöra och till rikets näst sammanträdande ständer överlämna förslag till undervisningens ordnande för den kvinnliga ungdomen, med huvudsakligt avseende fästat på bildandet av lärarinnor".
Idén hade uppkommit samband med den så kallade Herthadiskussionen, en debatt om kvinnors rättigheter som orsakats av Fredrika Bremers roman Hertha 1856. Romanen hade tagit upp både kvinnors myndighet och inrättandet av en högskola för kvinnor. Som en följd av debatten infördes myndighet för ogifta kvinnor, medan grundandet av Högre lärarinneseminariet bemötte det krav på en "högskola" som hade framförts. 
År 1859 startade Lärokurs för fruntimmer i Stockholm av rektor Per Siljeström, professor Alfred Fock och professor T.A. Cederschiöld, som beskrivs som en fri akademi och blev mycket populär. Denna kurs uppgick därefter i Högre Lärarinneseminariet efter dess grundande.
Till riksdagen 1859–1860 framställde Kungl. Maj:t en skrivelse, vilken innehöll en utredning av ärendet, och trots att man då inte fann statens tillgångar medge detta, beviljade ständerna erforderliga anslag för detta. Genom kungligt brev 29 december 1860 förordnades en direktion, och genom kungligt brev 10 maj 1861 gavs nödiga föreskrifter för den nya institutionen, vilken öppnades 1 oktober samma år under namnet Seminarium för bildande af lärarinnor. Utbildningen var treårig med ett frivilligt fjärde år. Seminariet var från början provisoriskt, men organiserades enligt ett reglemente som utarbetades av Jane Miller Thengberg 1864, och som gjorde det till ett mål för studiebesök från resten av Sverige.
Riksdagen 1862–1863 biföll även anslag en Normalskola för flickor, som ställdes i samband med seminariet och i vilken dess elever erhöll praktisk ledning och övning i att undervisa. Denna anstalt började sin verksamhet 1864. Sedan 1863 fanns dock för ändamålet en av direktionen anordnad övningsskola, vilken bestod av två klasser.
Högre lärarinneseminariets hushållsskola öppnades 1892. Dess ändamål var att ge teoretisk och praktisk undervisning i huslig ekonomi. Första årets elever fick sin utbildning i en av Anna Hierta-Retzius inrättad matlagningsskola, som av ägaren ställts till direktionens förfogande. Huvudsakligen genom ett av 1893 års riksdag beviljat anslag möjliggjordes upprättandet av en särskild hushållsskola för seminariet och normalskolan. Vid denna anstalt, som öppnades 1893 undervisades dels sådana elever, som ville utbilda sig till lärarinnor i huslig ekonomi vid högre flickskolor, dels eleverna i den fortsättningsklass, som 1892 inrättades vid normalskolan. Från 1871 hade seminariet och normalskolan sina lokaler i en av Erik Gustaf Sjöberg ritad byggnad på Riddargatan 5, vilket hus 1875 genom köp övergick i seminariets ägo.
Universiteten i Sverige öppnades för kvinnor 1870–1873, men de kvinnliga universitetsstudenterna var initialt mycket få, och under 1880-talet var Högre lärarinneseminariet omtalat som den främsta samlingsplatsen för kvinnliga akademiska studerande. Med tiden fick dock allt fler kvinnor tillgång till akademisk utbildning och seminariet kom därigenom att betraktas som överflödigt. Riksdagen beslöt därför att skolan skulle upphöra efter vårterminen 1943.

### Statens normalskola för flickor

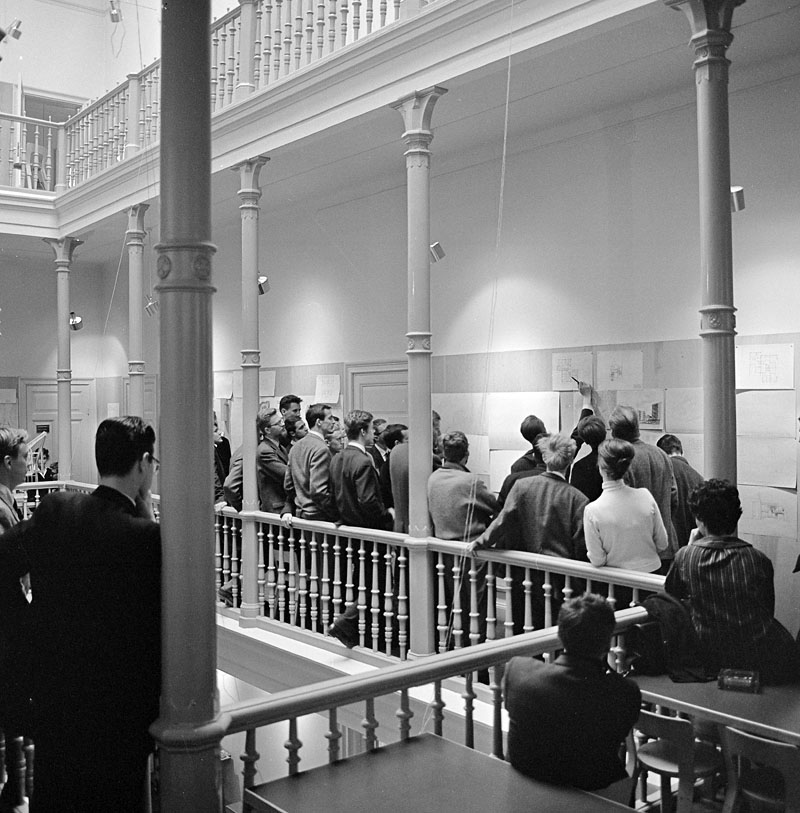
Tekniska högskolans institution för arkitektur, 1960-tal.

I anslutning till Högre lärarinneseminariet (HLS) grundades även "Statens normalskola för flickor" (SN) 1863.  Den började sin verksamhet den 1 oktober det året, i inhyrda lokaler på Östra Beridarbansgatan 1. på Norrmalm. År 1871 flyttades den till Riddargatan. Verksamheten flyttade senare till Östermalm i Stockholm.  
Skolan grundades på grund av behovet av en övningsskola för seminariets elever. Under den första tiden hade seminariet fått låna elever från folkskolan, och därefter hade 1863 en liten provskola inrättats. Efter ett år invigdes normalskolan 1864. Elevantalet var första året 141, och hade 1914 blivit 260. 
Normalskolan var en provskola till lärarinneseminariet. De hade samma rektor och lydde under en statlig direktion och hade som statlig institution en särställning bland flickskolorna i Sverige. NS hade förutom sin rektor, som den delade med HLS, en kvinnlig föreståndare. Tillsammans stod både rektor och föreståndare under en statlig direktion och fick inte vidta åtgärder utan dess tillstånd. 
Ett syfte med NS var att eleverna från Högre lärarinneseminariet skulle få praktisera som lärare vid normalskolan. Den var också avsedd att fungera som normgivande förebild och mönsterskola för landets högre flickskolor. Den finansierades dock i likhet med andra flickskolor av elevavgifter. 
Flickor kunde söka till Statens normalskola i Stockholm efter folkskolans fjärde år. Normalskolan var sexklassig (i början femklassig), av vilka de fyra mellanklasserna var tvååriga, vilket sammanlagt blev 10 klasser. Av de 11 klasserna räknades 3 till den förberedande och 8 till elementarskoleavdelningen. Detta var den så kallade normalskoletypen, som blev mönsterbildande för definitionen av en högre svensk flickskola. Efter åtta års studier gavs den unika normalskoleexamen. Denna examen kan sägas ha legat mellan en realskoleexamen och gymnasieexamen.  
Dess föreståndare var från starten Hilda Caselli, som 1904 efterträddes av Matilda Widegren och 1923 av Signe Lagerström. Lärarna kvarstod nästan desamma under decennier, och bland de mest bemärkta från skolans första årtionden nämns Lilly Engström, Helena Palmqvist (naturkunskap), Emilia Loenbom (franska), Hortense Westman, Ellen Bergman (musik), Hilda Casellis yngre syster Gertrud Caselli (teckning) och Anna Struve-Lindhagen (matematik). 
Efter andra världskriget omvandlades skolan till "Statens normalskola".

## Kända elever (urval)
En rad framstående svenska kvinnor hade som unga varit elever på seminariet, till exempel Emilia Fogelklou, Selma Lagerlöf, Jeanna Oterdahl, Anna Maria Roos, Sofi Almquist, Anna Sandström, Alice Tegnér, Marie Louise Gagner och Anna Whitlock.

## Föreståndare/rektorer
Mellan 1861 och 1870 existerade en föreståndare och en rektor parallellt. Efter 1870 var denna befattning densamma. 
- 1861–1862: P.A. Siljeström (rektor)
- 1861–1863: Hilda Elfving (föreståndare)
- 1862-1870: G.R. Rabe (rektor)
- 1863–1868: Jane Miller Thengberg (föreståndare)
- 1868–1879: Ernst Olbers (rektor och föreståndare)
- 1879–1889: Julius Humble
- 1889–1903: Leonard Magnus Wærn
- 1904–1930: Rudolf Fåhræus
- 1909–1910: Leonard Magnus Wærn (tillförordnad)
- 1910–1914: Olof Josephson (tillförordnad)
- 1931–1943: Sven Grauers